# عکاسی تبلیغاتی

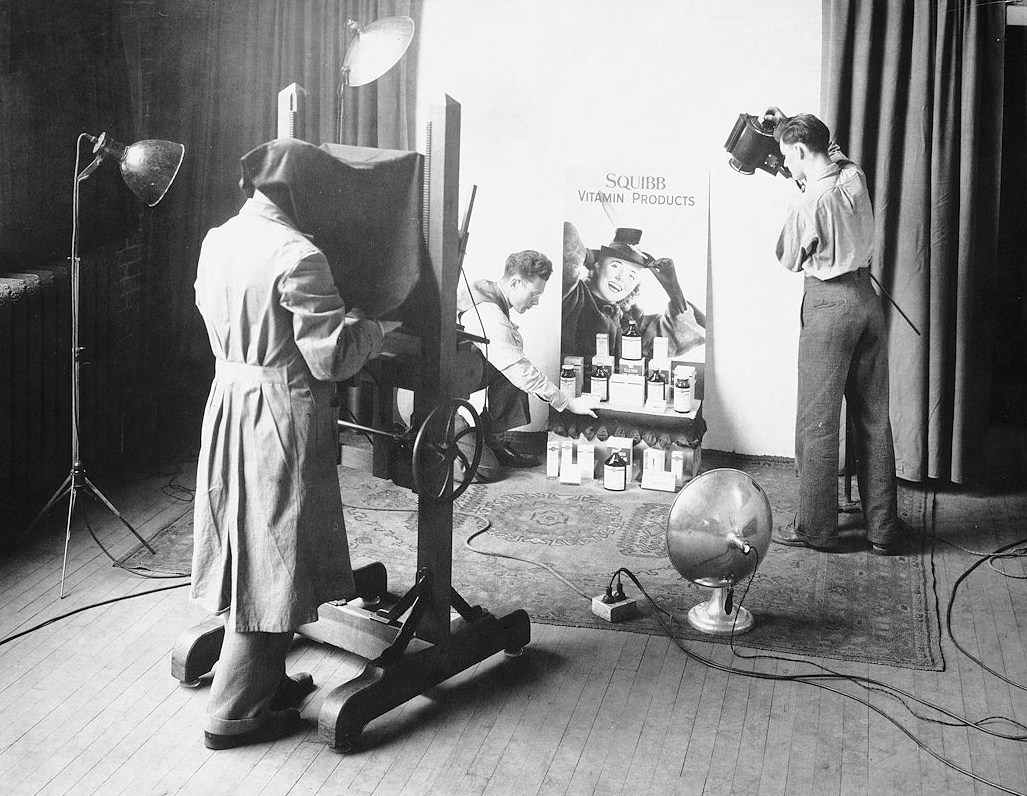
تصویربرداری تبلیغاتی برای ویتامین های Squibb B در یک استودیو عکس، ۱۹۲۲.

عکاسی تبلیغاتی (به انگلیسی: Advertising photography)، شاخه‌ای از عکاسی است که عکاس از محصولات، کالاها، تولیدات و خدمات افراد یا شرکتها عکسبرداری می‌کند.

در بسیاری موارد مخاطبین زمانی که یک تصویر یا عکس را می‌بینند، بیشتر از سایر عکس‌ها می‌پسندند اما دلیل آن را به وضوح نمی‌دانند. یا به زبان ساده‌تر وقتی ما تبلیغ یک محصول خارجی را با تبلیغ یک محصول تولید شده در یک شهرستان دور مقایسه می‌کنیم، در بسیاری از موارد المان‌های موجود در عکس ثابت هستند اما تفاوت در نحوه نمایش، نور، وضوح تصویر و … می‌باشد. به باور غلط بسیاری از مردم، علت این مشکل در کیفیت دوربین عکاسی است. اما آنچه مسلم است در اغلب موارد نیازی به دوربین عکاسی تبلیغاتی گران‌قیمت نیست و در یک محیط مناسب مانند آتلیه عکاسی می‌توان به راحتی این امور را انجام داد.

## عکاسی تجاری
عکاسی تجاری شاخه‌ای از عکاسی صنعتی است که به‌طور تخصصی به عکاسی از محصولات و تجهیزات تجاری می‌پردازد. هدف اصلی عکاسی تجاری نمایش جزئیات و ویژگی‌های محصولات یا خدمات به‌منظور جلب توجه مشتری و افزایش فروش است. این نوع عکاسی می‌تواند شامل عکسبرداری از تجهیزات تجاری، محصولات، ماشین‌آلات و گاهی کارگران مجموعه باشد.  

### انواع عکاسی تجاری
عکاسی تجاری طیف وسیعی از ژانرهای مرتبط را در برمی‌گیرد که هر یک کاربرد و هدف مشخصی دارند. انواع عکاسی تجاری عبارت‌اند از:  
- عکاسی محصول: عکاسی از محصولات با تمرکز بر نمایش جزئیات، کیفیت و ویژگی‌های آن‌ها به‌منظور جذب مشتری.
- عکاسی صنعتی: عکاسی از فرایند تولید، ماشین‌آلات، خطوط تولید و محیط‌های کار صنعتی.
- عکاسی معماری: عکاسی از ساختمان‌ها، فضاهای داخلی و خارجی با هدف معرفی سازه‌های تجاری و طراحی آن‌ها.
- عکاسی پرسنلی: عکاسی از کارکنان و تیم‌های تجاری برای استفاده در وب‌سایت‌ها، شبکه‌های اجتماعی و مواد تبلیغاتی.
- عکاسی رویداد: عکاسی از رویدادهای تجاری مانند کنفرانس‌ها، نمایشگاه‌ها، افتتاحیه‌ها و مراسم‌های خاص مرتبط با کسب‌وکار.

این انواع عکاسی به‌طور مستقیم به بهبود بازاریابی و معرفی برند کمک می‌کنند و یکی از ابزارهای مؤثر در تبلیغات مدرن به‌شمار می‌روند.

#### تعریف کلی عکاسی تبلیغاتی به زبان ساده
عکاسی تبلیغاتی، که به زبان ساده عبارت است از تصاویری که یک برند برای فروش محصولات یا خدمات خود استفاده می‌کند ، نقشی محوری و انکارناپذیر در دنیای بازاریابی امروز ایفا می‌کند. هنگامی که این شاخه از عکاسی به درستی انجام شود، مخاطب را به خدمات ارائه شده علاقه‌مند کرده و مشتریان بالقوه را ترغیب به سرمایه‌گذاری در محصول یا خدمت مورد نظر می‌کند . در واقع، این کانال تبلیغاتی برای موفقیت کمپین‌های هر برندی از اهمیت حیاتی برخوردار است . عکاسی تبلیغاتی به عنوان یکی از ابزارهای اصلی، توجه مخاطبان را به خود جلب کرده و جایگاه محصول را در ذهن مشتری تثبیت می‌کن

## نگارخانه

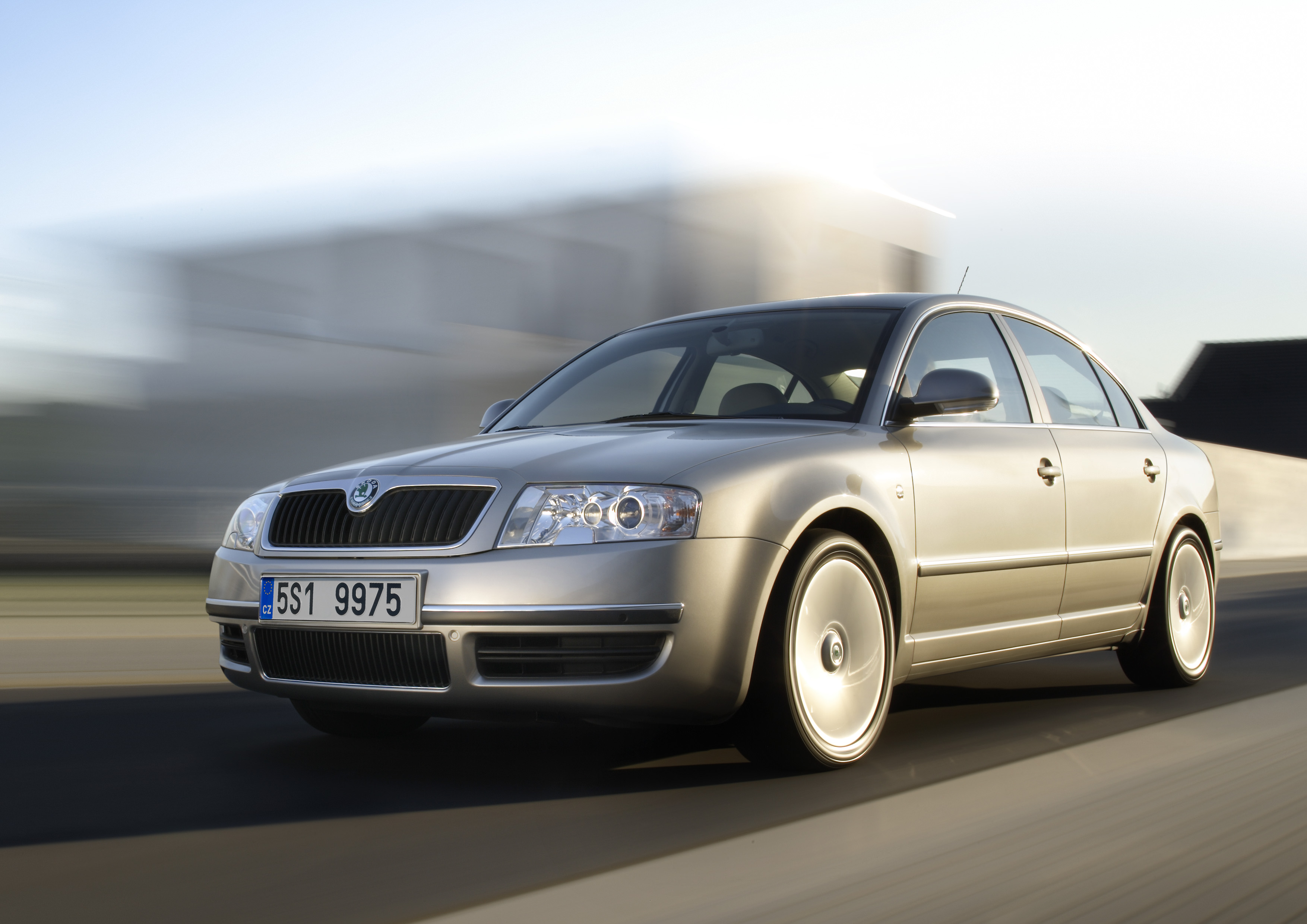
عکس تبلیغاتی اشکودا ساپرب ۲۰۰۸.
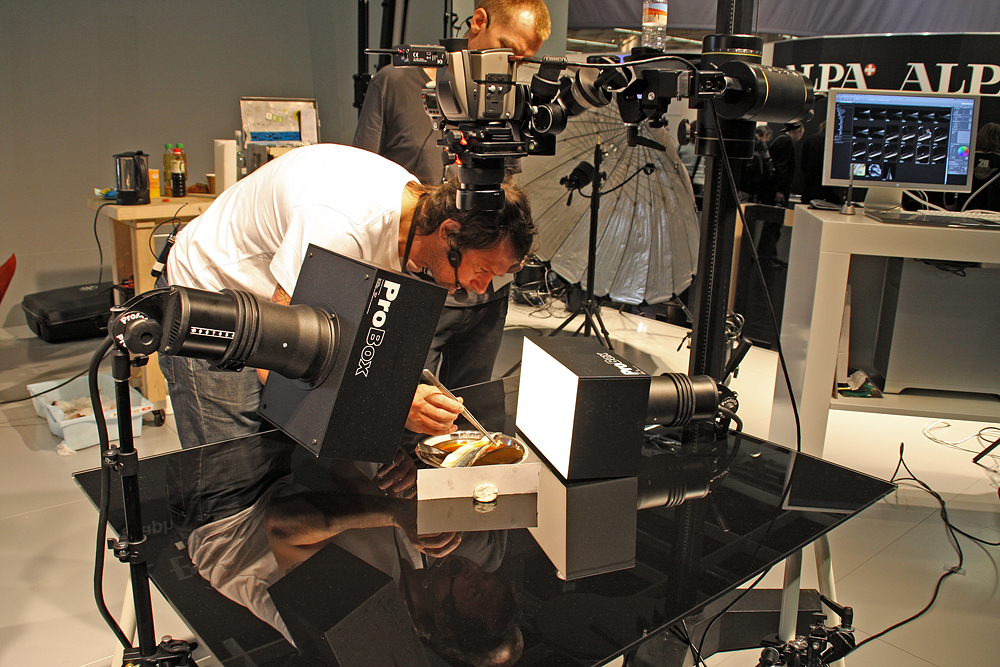
عکاسی تبلیغاتی غذا.
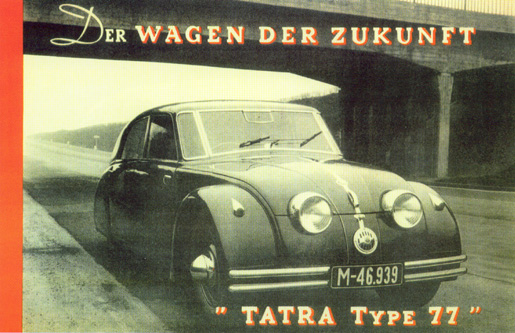
عکس استوک یک ماشین، ۱۹۳۴
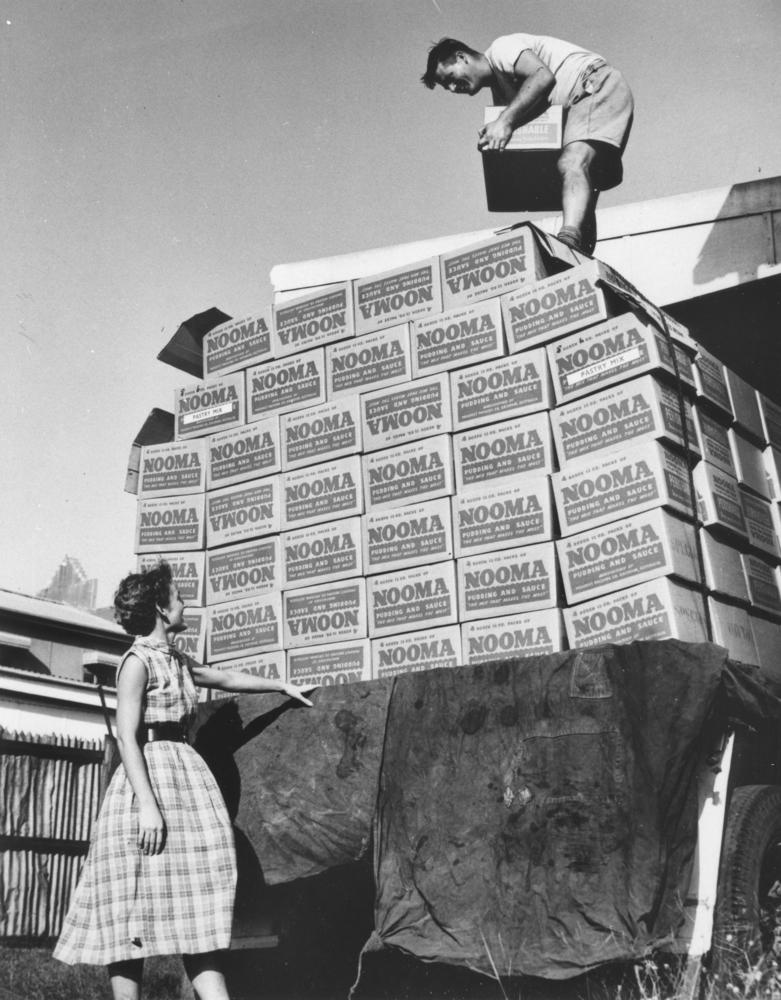
تخلیه جعبه‌های پودینگ نوما، ۱۹۵۰
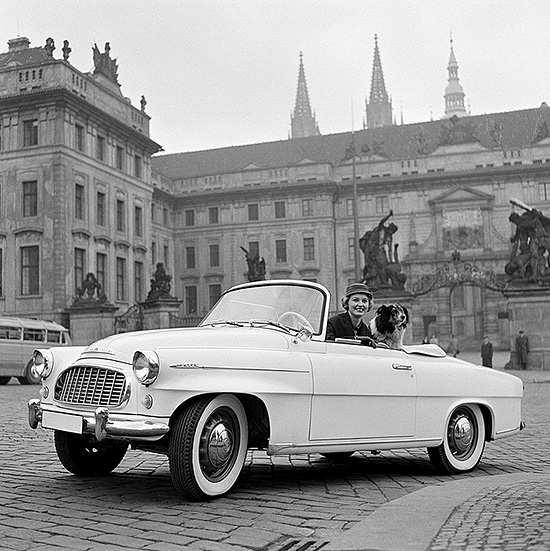
ویلیام هگل: اشکودا ۴۵۰ و مدل شارلوت شفیلد، دوشیزه ایالات متحده آمریکا در عکس‌های تبلیغاتی برای صادرکننده موتوکوف، ۱۹۵۷
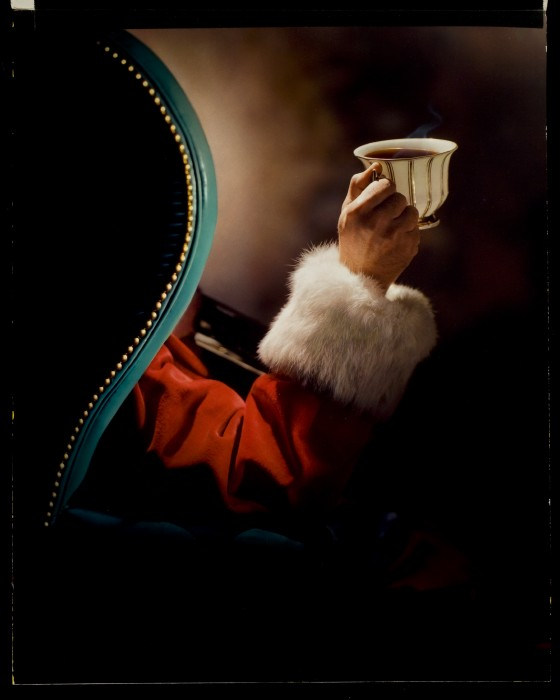
نیکولاس مورای: بابا نوئل، ادعای طرفدار قهوه ای‌اند‌پی، ۱۹۵۸
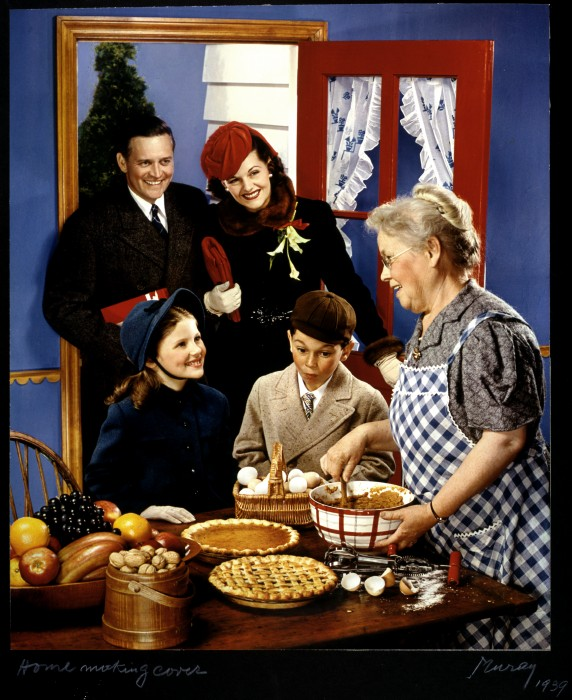
نیکلاس مورای: خانواده در تعطیلات به آشپزخانه آمدند، جلد مجله مک کال، ۱۹۳۹
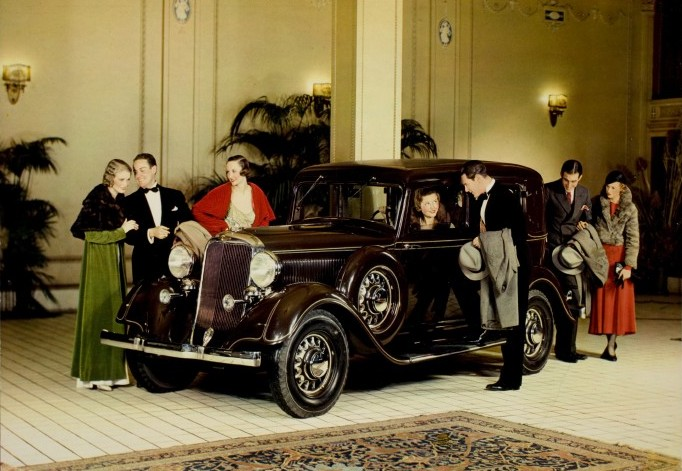
نیکلاس موری - ۱۹۳۳